# Балларини, Паоло
Паоло Балларини (итал. Paolo Ballarini; 10 октября 1712, Болонья — не ранее 1769) —  итальянский художник и декоратор; мастер пейзажа.

## Биография
Паоло Балларини родился 10 октября 1712 году в Болонье и принадлежал к семье, из которой вышло несколько художников, главным образом архитекторов, и в доме которой помещалась Академия Карраччи. Сначала он изучал живопись у Франческо Монти, затем архитектуру у Стефано Орланди и, наконец, квадратуру живописи у Фердинандо Галли да Бибьена.
Он расписывал комнаты для монастыря в Баньякавалло, путешествовал в Венецию и писал картины в Триесте. С 1736 по 1739 год он жил и работал в Вене, а затем в Санкт-Петербурге (с 1753 по 1759). В родном городе, вместе с Джузеппе Галли да Бибьена, украшал театр Мальвесси орнаментальной живописью. В Венеции он расписывал дома Педерцани и Григенти.
Кроме декоративных работ писал также ландшафты. Дальнейшие сведения о нём весьма скудны, известно лишь, что в 1769 году он еще был жив.